# Михайлов, Юрий Михайлович
Ю́рий Миха́йлович Миха́йлов (род. 15 сентября 1953, Дмитровск-Орловский, Орловская область) — советский и российский учёный в области физикохимии и материаловедения энергетических материалов, организатор производства в промышленности спецхимии и боеприпасов. Доктор химических наук, академик РАН (2011). Действительный государственный советник Российской Федерации 1-го класса.

## Биография
Родился 15.09.1953 г. в г. Дмитровск Орловской области.
В 1970 г. окончил среднюю школу в г. Болхов Орловской области.
В 1976 г. с отличием окончил Московский химико-технический институт им. Д. И. Менделеева и его аспирантуру (1979 г.).
С 1980 г. — сотрудник Института химической физики АН СССР, а с 1989 г. заведовал в нём лабораторией.
В 2003—2005 возглавлял Инновационный центр РАН.
В 2005—2008 — начальник Управления промышленности боеприпасов и спецхимии Федерального агентства по промышленности.
В 2008—2009 — директор федерального казенного предприятия «Государственный научно-исследовательский институт химических продуктов».
В 2009 Распоряжением Правительства Российской Федерации от 24 февраля 2009 г. № 209-р назначен на должность председателя научно-технического совета Военно-промышленной комиссии при Правительстве Российской Федерации — заместителя председателя Военно-промышленной комиссии при Правительстве Российской Федерации.
С 2014, в соответствии с Указом Президента Российской Федерации от 10 сентября 2014 г. № 628 и распоряжением Правительства Российской Федерации от 10 сентября 2014 г. № 1786-р, назначен председателем научно-технического совета Военно-промышленной комиссии Российской Федерации — заместителем председателя коллегии Военно-промышленной комиссии Российской Федерации.
Одновременно с этим, в 2014—2017 исполнял обязанности вице-президента Российской академии наук.
Академик Российской академии наук с 2011 г. (член-корреспондент РАН с 2003 г.), член Президиума Российской академии наук (с 2014 г.). Академик Российской академии ракетных и артиллерийских наук с 2011 г. (член-корреспондент РАРАН с 2006 г.).
Член Комиссии по научно-технологическому развитию Российской Федерации, член научного совета при Совете Безопасности Российской Федерации, член Морской коллегии при Правительстве Российской Федерации, председатель экспертно-координационного совета по развитию высокотехнологичной области «Технологии новых материалов и веществ» (в рамках соглашения Правительства Российской Федерации и Госкорпорации «Росатом»), член Высшего горного совета НП «Горнопромышленники России», а также ряда других советов по профилю деятельности. Председатель Совета РАН по исследованиям в области обороны, Научного совета РАН по горению и взрыву, Научного совета РАН по химии, технологии и применению энергетических конденсированных систем, Научного совета РАН по проблеме «Координатно-временное и навигационное обеспечение».
Области научных интересов: фундаментальные, поисковые и прикладные исследования физико-химических и термодинамических свойств энергетических конденсированных систем и компонентов их составляющих, закономерностей процессов горения и взрыва этих систем; исследования в области диффузии и фазового равновесия в энергетических полимерных системах; исследования в области материаловедения композитов; исследования в области синтеза и технологий получения низко- и высокомолекулярных энергетических соединений; разработка твердых топлив для ракетных комплексов различного назначения, порохов и пороховых зарядов для ствольных систем вооружения (стрелкового и минометного оружия, систем танковой, полевой и морской артиллерии), средств инициирования и пиротехнических материалов, взрывчатых составов и технологий их промышленного производства; работы по созданию боеприпасов и технологиям их утилизации, по применению энергетических материалов в гражданских отраслях промышленности. Многие разработки нашли применение в различных системах вооружения и военной техники.

## Почётные звания
- Звание «Почётный профессор Московского государственного университета им. М. В. Ломоносова» (2014).
- Звание «Почётный профессор Российского химико-технологического университета им. Д. И. Менделеева» (2014)[13].
- Звание «Почётный профессор Санкт-Петербургского государственного технологического института»: (2013)[14].
- Звание «Почетный доктор Казанского государственного технологического университета» (2011)[15].
- Лауреат звания «Инженер десятилетия» (2015)[16].
- Звание "Почётный доктор Санкт-Петербургского политехнического университета Петра Великого "(2018)[17].
- Звание «Почётный доктор Томского государственного университета»(2018)[18].